# Rów Aru
Rów Aru – rów oceaniczny położony na Oceanie Indyjskim, w północnej części Morza Arafura. Ciągnie się z północy na południe, pomiędzy wyspami Aru na wschodzie a wyspami Kai na zachodzie, na długości około 300 kilometrów. Osiąga głębokości do 3680 (według innych źródeł 3625) metrów.